# 須藤吉之祐
須藤 吉之祐（すどう きちのすけ、1876年12月19日 - 1956年10月2日）は、日本の経済学者、教育者。立教大学元学長、立教大学経済学部元教授。

## 人物・経歴
1894年（明治27年）、立教学校（現・立教大学）卒業。同期には木村重治（立教大学元学長）がいる。
1897年（明治30年）にアメリカに留学し、ペンシルベニア大学に入学。1900年（明治33年）に同大学を卒業。
その後、母校である立教大学の教員となり、経済学部教授を務める。
1932年（昭和7年）9月に、杉浦貞二郎の後任として木村重治が立教大学学長に就任し、経済学部長を兼任すると、経済学科長に河西太一郎、商学科長に須藤吉之祐が着任した。
1936年（昭和11年）7月、立教大学学長（事務取扱）に就任し、翌年3月まで務めた。
戦時中、立教大学は敵国の米国人が設立した大学として軍部から弾圧されたが、終戦となり大学の再建が模索される中で、大学総長であった三辺金蔵や立教中学校校長であった帆足秀三郎など幹部11名が、戦時中にキリスト教主義を一掃したとしてGHQにより追放処分となった。そのため、彼らに代わって、須藤吉之祐が1945年（昭和20年）10月に暫定的に大学総長・立教工業理科専門学校校長、立教中学校校長に着任し、再建の道筋が造られた。本格的な再建は1946年（昭和21年）6月に後任として各校の総長・校長の職務に就いた佐々木順三によって進められていくこととなった。
須藤の蔵書は立教大学に寄贈され、経済学関連資料からなる『須藤吉之祐文庫』として大学図書館に所蔵されている。